# 福間
福間（ふくま）は、福岡県福津市の中心地区。交通の要所で、福津市各地や福丸などにバスが出ている。宗像地方北西部に位置する小規模な繁華街であり、北九州都市圏・福岡都市圏の拠点として位置づけられる。

## 地勢
- 福津市の中心拠点で、市役所など福津市の様々な公共施設が集まる。
- 玄界灘に面し、福間海岸はマリンスポーツが盛んで、宗像地方の湘南と呼ばれている。
- 地域としては、旧・下西郷村の区域に相当する。

## 歴史
- 古代と中世は宗像氏が支配していた。
- 一時期糟屋郡に属していた。
- 荘園として、福満荘が存在していた。
- 人物として有名なのはとんちで有名な又ぜーが有名で、旧福間町のマスコットでもあった。

## 観光名所
- サンピア福岡
- 福間海岸

## 交通
- 九州旅客鉄道鹿児島本線 - 福間駅
- 西鉄バス宗像 - 赤間営業所・神湊・光陽台・天神高速BT行きバスを運行。
- JR九州バス - 福丸行き、駅バスふくま～るを運行。
- 車では、古賀インターチェンジが最寄り。

2007年3月31日までは西鉄宮地岳線（現・貝塚線）が通過しており、西鉄福間駅が設置されていた。